# Yang Haoran
Yang Haoran (杨浩然; pinyin: Yáng Hàorán; Chengde, 22 de fevereiro de 1996) é um atirador esportivo chinês, medalhista olímpico.

## Carreira
Haoran participou dos Jogos Olímpicos de Verão de 2020 em Tóquio, onde participou da prova de carabina de ar 10 m em duplas mistas ao lado de Yang Qian, conquistando a medalha de ouro após se consagrar campeão. Além disso, nessa edição conseguiu a medalha de bronze na prova individual.